# Trường Bình công chúa (phim truyền hình)
Trường Bình Công Chúa (tên tiếng Anh: Perish in the Name of Love; tên tiếng Trung: 帝女花; tên gốc: Tân Đế Nữ Hoa) là bộ phim cổ trang dựa trên số phận của Trường Bình Công chúa, một nhân vật có thật của triều đại phong kiến nhà Minh - Trung Quốc. Bộ phim kể về cuộc tình đầy sóng gió và số phận bi đát của hai nhân vật chính là Trường Bình công chúa (do Xa Thi Mạn thủ vai) và Châu Thế Hiển (do Mã Tuấn Vỹ thủ vai).
Tuy dựa trên vở kịch nổi tiếng của Quảng Đông - Đế Nữ Hoa (帝女花) nhưng TVB lại không làm giống vở kịch mà đã thay đổi hoàn toàn cốt truyện, tạo nên một phiên bản tươi sáng hơn với những nhân vật gốc của nguyên tác.

## Cốt truyện
Cuối triều Minh, thiên tai đạo tặc triền miên, đời sống nhân dân lầm than, các đại thần trong triều chia bè kết phái đấu đá lẫn nhau, lòng dân oán hận triều đình bất tài,khởi nghĩa nông dân nổ ra khắp nơi... Đối mặt với bao vận mệnh của nước nhà, vua Sùng Trinh (Trần Hào) thật sự rơi vào bế tắc, cũng may bên ông luôn có Chu Hoàng hậu (Thiệu Mỹ Kỳ) giỏi việc nước, đảm việc nhà, đã giúp ông chia sẻ gánh nặng triều chính.
Trường Bình công chúa (Xa Thi Mạn) là con gái vua Sùng Trinh và Chu Hoàng hậu, từ nhỏ đã là một cô gái thông minh. Trường Bình có người bạn thanh mai trúc mã từ thuở niên thiếu là Châu Thế Hiển (Mã Tuấn Vỹ), con trai của lại bộ thượng thư Châu Hưng (La Lạc Lâm).
Thế Hiển tính tình dí dỏm, khoáng đạt nên được các công chúa quý mến, trong đó có công chúa Chiêu Nhân (Quách Thiện Ni); một người đẹp hẹp hòi, ích kỷ.
Thế Hiển thường bày trò làm vui lòng công chúa Trường Bình, thậm chí anh còn nhiều lần chịu tôi thay cho cô... Mối tình đầu mộc mạc ấy đã in đậm trong tâm hồn và ký ức của đôi bạn trẻ.
Một ngày kia, tai họa bất ngờ ập đến với mẹ con Trường Bình. Điền Phi (Lưu Cẩm Linh) vu oan Chu Hoàng hậu hại chết đứa con sơ sinh của bà, Sùng Trinh tức giận hạ lệnh trục xuất Chu Hoàng hậu cùng Trường Bình công chúa và Chiêu Nhân ra khỏi hoàng cung. Ba mẹ con thay tên đổi họ phiêu bạt trong chốn dân gian. Từ ngày đó, Thế Hiển và Trường Bình không còn gặp nhau nữa...
Chu Hoàng hậu rời cung không bao lâu thì gia cảnh của Thế Hiển cũng bắt đầu sa sút. Châu Hưng muốn con trai đi theo con đường cũ của mình nên quyết định cho Thế Hiển học nghề ở một xưởng đúc pháo. Tại đây, Thế Hiển đã gặp Trường Bình. Ngặt nỗi, mối quan hệ của hai người lúc này có thêm sự xuất hiện của hai nhân vật mới - Sở Khánh Khanh (Đường Văn Long), con trai chủ xưởng pháo và tiểu thư Lý Ngọc Nhàn (Văn Tụng Nhàn), con gái của Lý Kiến Thái (Quan Thanh) - ân nhân của Châu gia.
Hoàng thái hậu (Lê Tuyên) sau khi điều tra rõ chân tướng mọi việc liền xóa tội triệu cả ba mẹ con Chu Hoàng hậu về cung. Trường Bình và Thế Hiển một lần nữa bị chia cách...Sau đó, vua Sùng Trinh vì hâm mộ tài năng của Thế Hiển đã mời anh vào cung dạy học cho các hoàng tử và công chúa. Mặc dù thường xuyên gặp gỡ, nhưng lúc này Thế Hiển và Trường Bình bị ngăn cách bởi lễ giáo - thân phận thầy trò khác biệt. Hai người chỉ còn cách lén lút trao đổi qua những lá thư tràn ngập tình yêu...
Thang Bảo Huân (Lạc Đạt Hoa) là tướng nắm binh quyền triều đình, Sùng Trinh có ý gả Trường Bình cho Thang Bảo Huân với ý định thu phục hắn. Trường Bình không bằng lòng, còn Thế Hiển thì vô cùng đau khổ. Tấm chân tình của Trường Bình đã làm Thái hậu cảm động, bà cho phép Trường Bình mở cuộc thi "Phượng đài tuyển rể" để kén chọn phò mã, cốt là cho Thế Hiển một cơ hội. Lúc Trường Bình và Thế Hiển tưởng đã có thể đến với nhau thì anh lại được Sùng Trinh phái đi vận chuyển quân lương tiếp tế cho tiền tuyến, sau đó tiếp tục nhận được lệnh xuất trận chinh phạt quân Kim.
Khi công chúa Trường Bình đến sa trường tìm Thế Hiển, cô thấy chiếc áo phò mã của anh bị đại pháo bắn nát, cứ ngỡ rằng anh đã hy sinh... Trên đường hồi cung, Trường Bình tình cờ gặp lại Thế Hiển, song lúc này anh lúc này tai anh bị điếc. Mặc cảm mình có tật, không còn xứng với công chúa, Thế Hiển tìm cách lẩn tránh Trường Bình.
Sùng Trinh năm thứ 7, Lý Tự Thành (La Mãnh) dẫn quân bao vây kinh thành. Đêm 18 tháng 3, khi biết triều Minh khó tránh họa diệt vong, trong cơn hỗn loạn Sùng Trinh hạ lệnh giết tất cả phi tần. Sáng ngày 19, Lý Tự Thành dẫn quân công phá kinh thành, Sùng Trinh hoàng đế tự vẫn tại núi Môi Sơn (triều Thanh đổi tên thành núi Cảnh Sơn). Triều đại nhà Minh chấm dứt từ đó, ít lâu sau Ngô Tam Quế (Ngụy Tuấn Kiệt) vì căm tức việc người yêu là Trần Viên Viên (Hướng Hải Lam) bị Lý Tự Thành chiếm đoạt nên mở cổng thành cho quân Mãn Châu của Đa Nhĩ Cổn (Vương Tuấn Đường) tiến vào Trung Nguyên. Thuận Trị lên ngôi, đặt quốc hiệu là Đại Thanh.
Đau lòng trước cảnh nước mất nhà tan, Trường Bình quyết định nương thân vào cửa Phật. Thế Hiển bôn ba tìm kiếm khắp nơi, sau cùng mới gặp lại người yêu tại chùa Duy Ma ở Dương Châu. Trải qua bao cuộc bể dâu mới có thể trùng phùng, hai bên càng trân trọng nhau hơn.
"Nhổ cỏ phải nhổ tận gốc", Thuận Trị hạ chiếu thư truy bắt Trường Bình và Thế Hiển. Nhưng cuối cùng để trấn an lòng dân đang sôi sục Phản Thanh phục Minh, Thuận Trị quyết định tác hợp Trường Bình với Thế Hiển, an bài cho họ một hôn lễ long trọng. Trong động phòng hoa chúc, Trường Bình và Thế Hiển cùng uống thuốc độc tự vẫn dưới gốc cây Hàn Chương. Thực tế, Thuận Trị cho hai người họ giả chết để mai danh ẩn tích, sống cuộc đời mới là những công dân bình thường

## Nhân vật
| Diễn viên                | Vai diễn                        |
| ------------------------ | ------------------------------- |
| Mã Tuấn Vỹ 馬浚偉        | Châu Thế Hiển                   |
| Thành Triển Quyền 成展權 | Châu Thế Hiển (lúc nhỏ)         |
| Xa Thi Mạn 佘詩曼        | Trường Bình Công chúa           |
| Hoàng Mỹ Kỳ 黃美棋       | Trường Bình Công chúa (lúc nhỏ) |
| Quách Thiện Ni 郭羨妮    | Chiêu Nhân Công chúa            |
| Trần Hào 陳豪            | Sùng Trinh Đế                   |
| Thiệu Mỹ Kỳ 邵美琪       | Chu Hoàng hậu                   |
| Hướng Hải Lam 向海嵐     | Trần Viên Viên                  |
| Đường Văn Long 唐文龍    | Sở Thánh Khanh                  |
| Văn Tụng Nhàn 文頌嫻     | Lý Ngọc Nhàn                    |
| Ngụy Tuấn Kiệt 魏駿傑    | Ngô Tam Quế                     |
| Lưu Cẩm Linh 劉錦玲      | Điền Thể Điệp                   |
| Thái Tử Kiện 蔡子健      | Vĩnh Vương                      |
| La Lạc Lâm 羅樂林        | Châu Hưng                       |
| Bạch Nhân 白茵           | Châu Lương thị                  |
| Lê Tuyên 黎宣            | Hoàng Thái hậu                  |
| Lý Cương Long 李岡龍     | Tào Công công                   |
| Lạc Đạt Hoa 駱達華       | Thang Bảo Huân                  |
| La Mãng 羅莽             | Lý Tự Thành                     |
| Lưu Gia Huy 劉家輝       | Điền Hoằng Ngộ                  |
| Lưu Giang 劉江           | Chu Khuê                        |
| Lữ San 呂珊              | Chu Lâm thị                     |
| Huỳnh Đức Bân 黄德斌     | Phúc vương                      |
| Thái Khang Niên 蔡康年   | Vương Thừa Ân                   |
| Dư Tử Minh 余子明        | Sở Sùng Võ                      |
| Giang Hán 江漢           | Phạm Văn Trình                  |
| Vương Thanh 王青         | Lý Kiến Thái                    |
| Vương Tuấn Đường 王俊棠  | Đa Nhĩ Cổn                      |
| Triệu Tịnh Nghi 趙靜儀   | Trần Phi                        |
| Ngũ Tuệ San 伍慧珊       | Cung nữ của Điền Phi            |
| Liêu Lệ Lệ 廖麗麗        | Sư cô                           |
| Vương Vĩ Lương 王偉樑    | Sử Khả Pháp                     |

## Đánh giá
| Tuần | Tập      | Điểm trung bình (Rating) | Điểm cao nhất (Rating) |
| ---- | -------- | ------------------------ | ---------------------- |
| 1    | 1 - 5    | 28                       | -                      |
| 2    | 6 - 10   | 29                       | -                      |
| 3    | 11 - 15  | 30                       | 35                     |
| 4    | 16 - 20  | 29                       | -                      |
| 5    | 21 - 25  | 29                       | -                      |
| 6    | 26 - 30  | 28                       | -                      |
| 7    | 31 - 32  | -                        | -                      |
| Tổng | 32 (tập) | 29                       | -                      |